# Slow Fade
"Slow Fade" é uma canção gravada pela banda Casting Crowns.
É o terceiro single do terceiro álbum de estúdio lançado a 28 de agosto de 2007, The Altar and the Door.

## Prémios
Em 2009, a canção foi nomeada para o Dove Awards na categoria "Short Form Music Video of the Year".

## Desempenho nas paradas musicais
| Parada musical (2008)            | Posição |
| -------------------------------- | ------- |
| Estados Unidos - Christian Songs | 5       |